# 拉斯特雷納斯

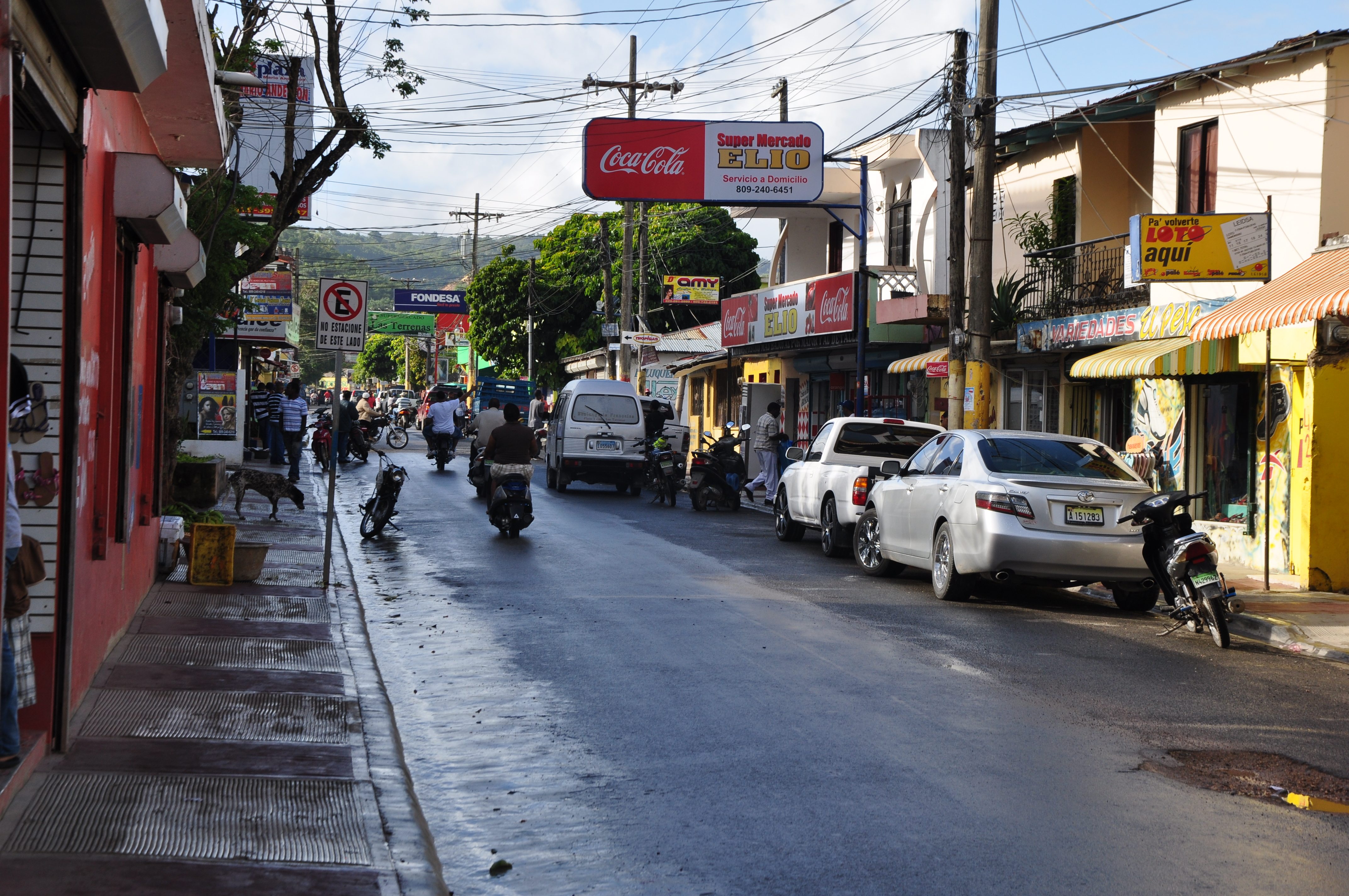

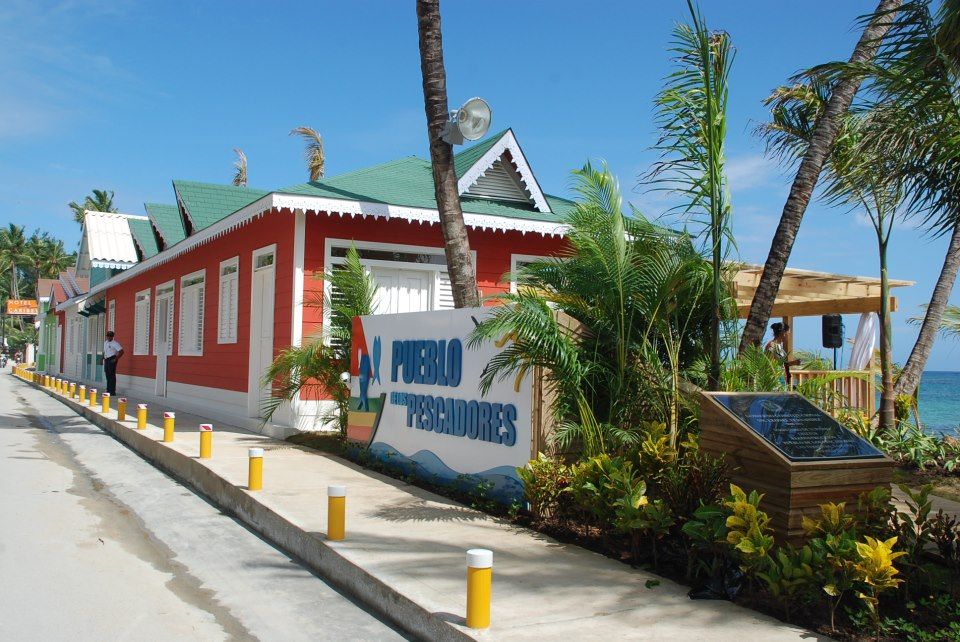

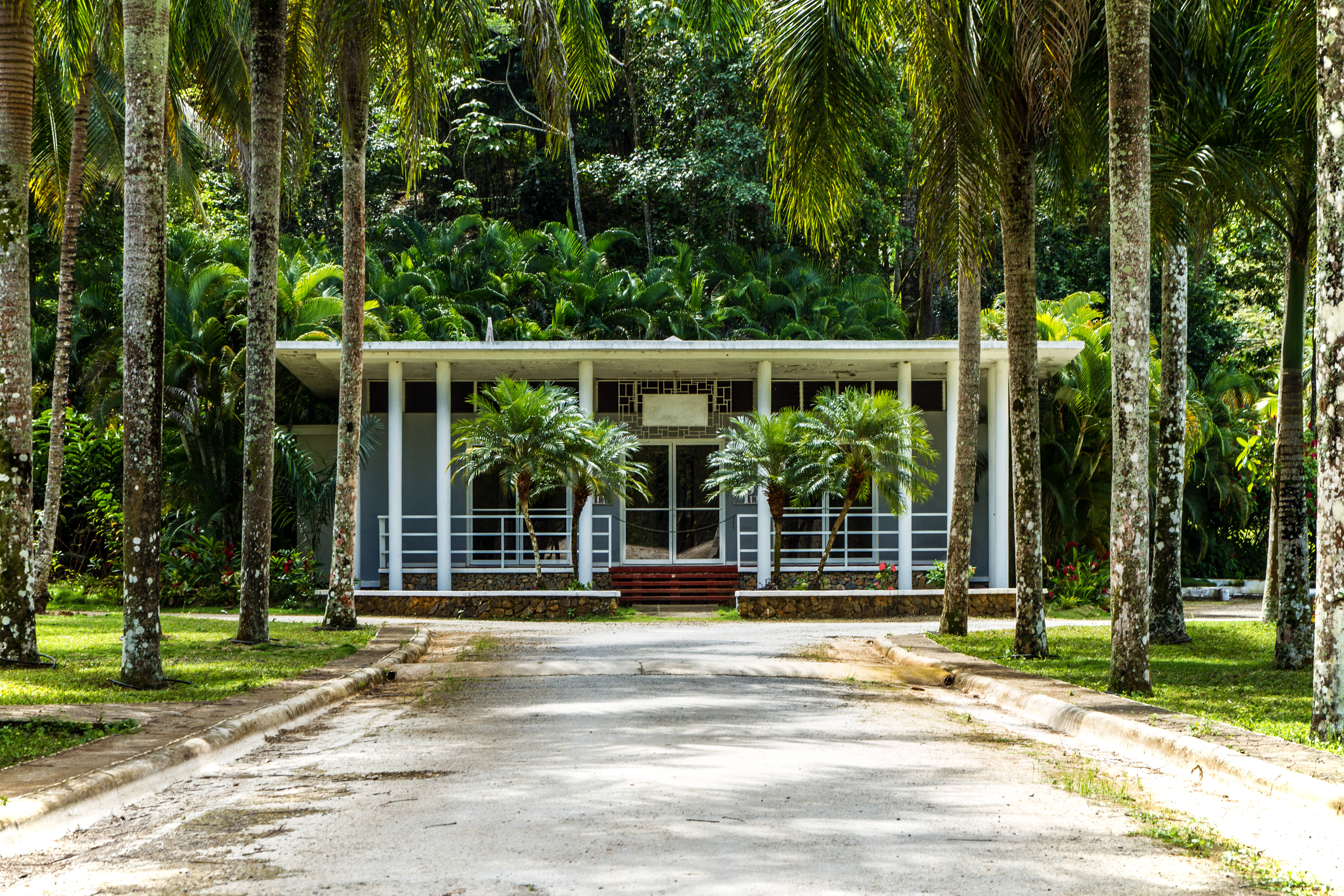

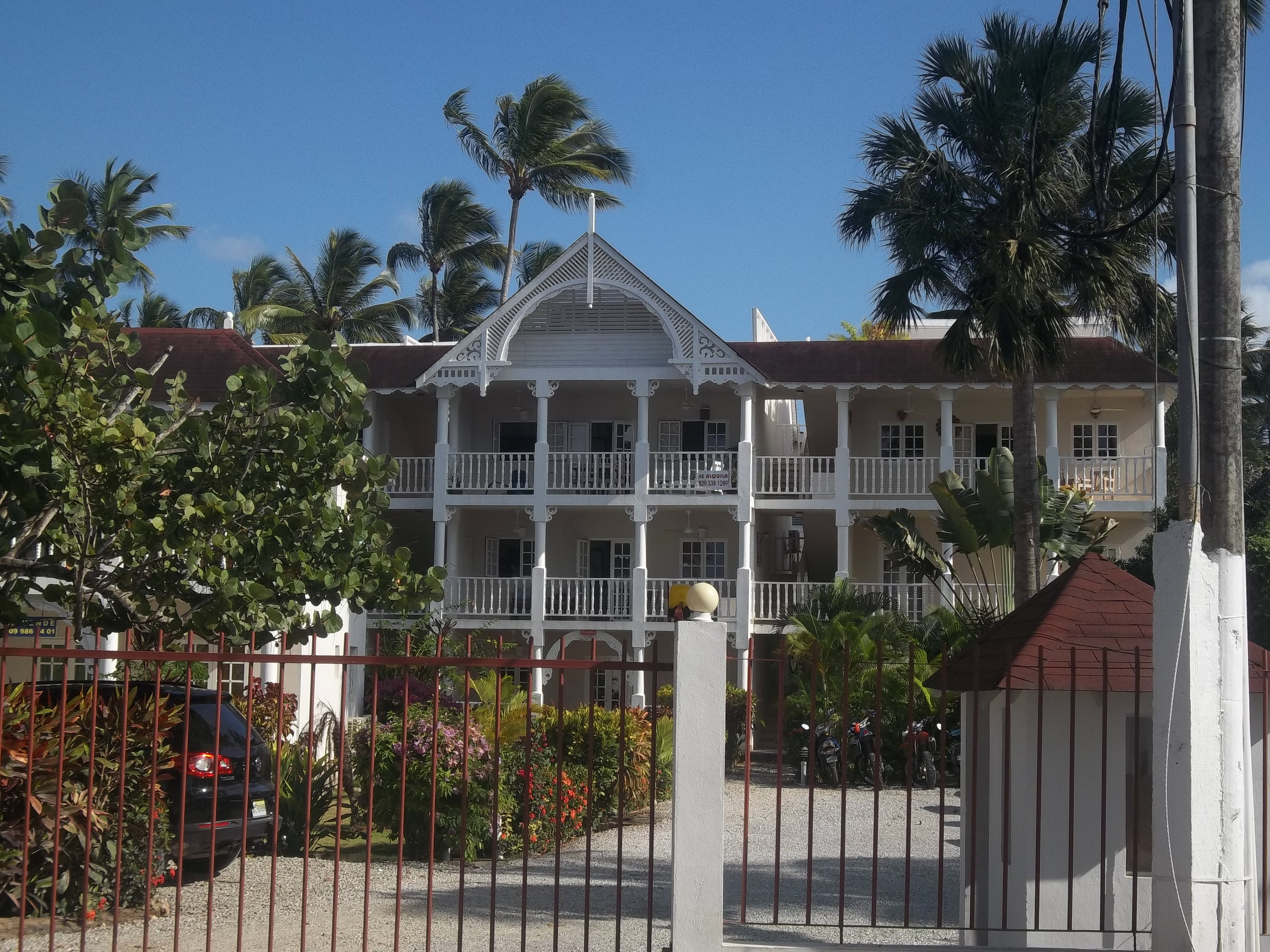

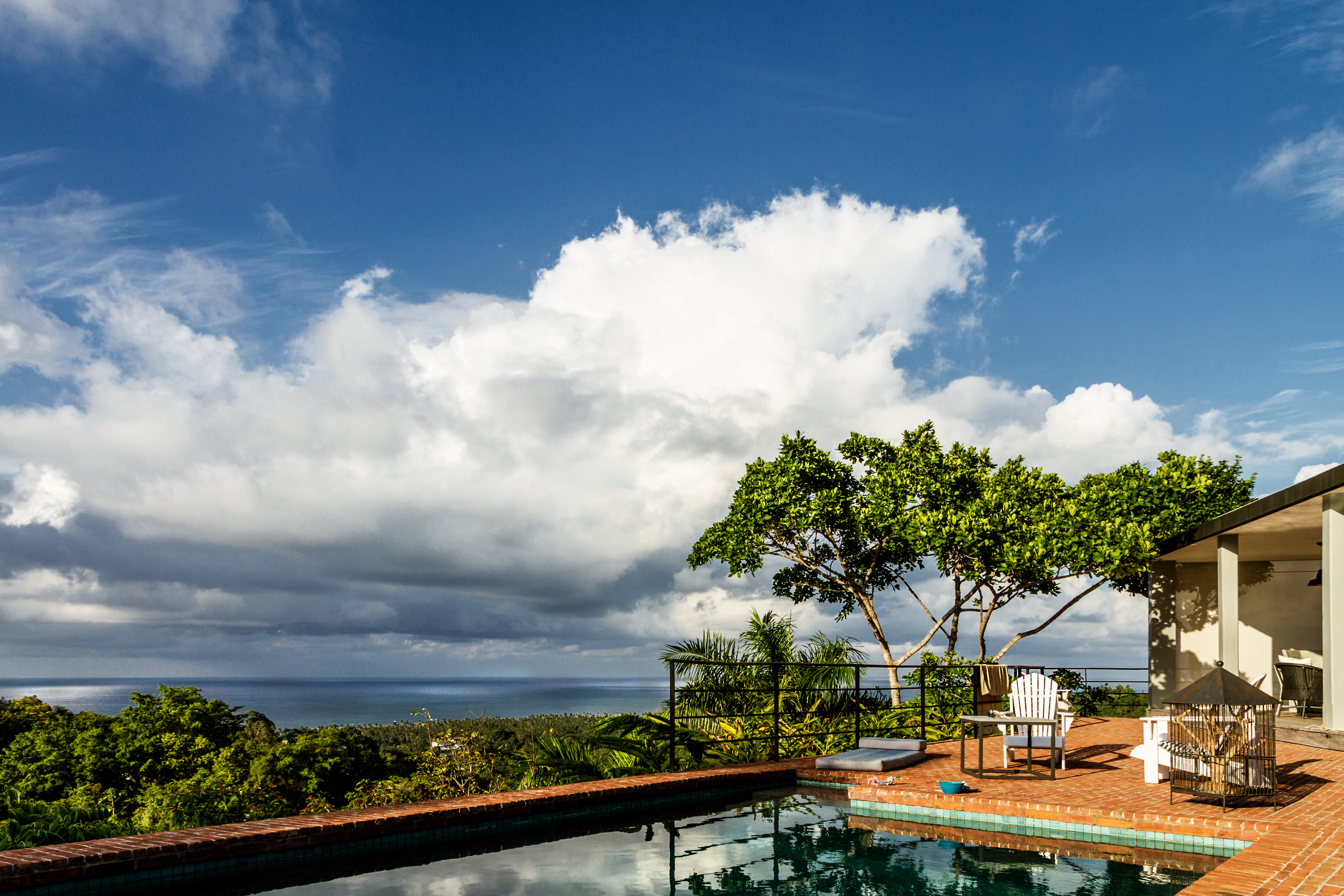

19°19′12″N 69°31′48″W / 19.32000°N 69.53000°W
拉斯特雷納斯（西班牙語：Las Terrenas），是多明尼加共和國的城鎮，位於該國東北部，由山美納省負責管轄，面積113.1平方公里，2012年人口39,221，人口密度每平方公里350人。